# Alex Agius Saliba
Pour les articles homonymes, voir Agius (homonymie) et Saliba.
Alex Agius Saliba, né le 31 janvier 1989 à Pietà à Malte, est un homme politique maltais, membre du Parti travailliste. Il est élu député européen en 2019.